# C++14
C++14 est une version de la norme définissant le langage C++ approuvée en août 2014, en tant que mise à jour mineure du langage, faisant suite à la norme de 2011 connue sous le nom de C++11.
C++14 a été publié sous le nom de ISO/CEI 14882:2014 en décembre 2014. Une version payante est disponible sur le site de l'ISO. Le dernier working draft gratuit est le N4140, qui date du 23 novembre 2016, les seules différences avec le standard étant des corrections éditoriales.

## Améliorations apportées

### Littéraux binaires
Avec le C++14, il est désormais possible de spécifier des nombres binaires en utilisant le préfixe 0b ou 0B :
```
int
 
nb
 
=
 
0b11
;

std
::
cout
 
<<
 
nb
 
<<
 
std
::
endl
;
  
// sortie de l'application : 3

```

### Séparateur de chiffres
Des apostrophes peuvent être utilisées librement pour séparer des chiffres dans les littéraux numériques, facilitant ainsi la lecture.
```
int
 
un_milliard
 
=
 
1'000'000'000
;

int
 
deux_cents
 
=
 
0b0000'0000'1100'1000
;

```

### L'attribut[[deprecated]]
L'attribut deprecated indique qu'une entité est obsolète . Cela n'empêche pas l'utilisateur de l'utiliser, mais signale que son utilisation est déconseillée et peut provoquer un avertissement lors de la compilation. Cet attribut peut être utilisé avec un message d'information :
```
[[
deprecated
]]
 
int
 
f
();

[[
deprecated
(
"La fonction g() est dépréciée. Utilisez plutôt la fonction h()"
)]]

void
 
g
(
 
int
 
x
 
);

void
 
h
(
 
int
 
x
 
);

```

## Autres améliorations
- Améliorations des fonctions constexpr [5].
- Généricité et polymorphisme des fonctions lambda [6]
- Introduction de make_unique [7] par symétrie avec l'ajout de make_shared dans le C++11. Ceci afin d'éviter des problèmes lors d'un appel comme f(std::unique_ptr<int>(new int), g()), en effet, le compilateur peut très bien faire l'allocation dynamique puis l'appel à g avant de créer le pointeur intelligent, pouvant causer une fuite de mémoire si g lance une exception. L'introduction de std::make_shared en C++11 avait été faite pour éviter deux allocations dynamiques (une pour l'objet partagé, une pour le compteur de référence), d'où l'absence de std::make_unique dans le standard précédent.